# 天野漂
天野 漂（あまの ひょう）はSNKの対戦型格闘ゲーム『幕末浪漫 月華の剣士』シリーズに登場する架空の人物。声優は大塚明夫。

## キャラクター設定
風流を心から愛する男。酒と女と喧嘩三昧の生活をしているが、遊女や知人からの人気は高い。前髪を鶏冠のように立てて、腰付近まで伸ばして結んだ長髪に、桜の花びらの模様を随所に散らした桃色の浴衣を着ており、はだけるように一部の素肌を晒している。
仕込み刀を持ち歩く遊び人だが、よほどのことがない限り、仕込み刀は木刀として使っている。第二幕『月に咲く華、散りゆく花』（以下『二幕』と表記）では、「力」で新たに加わった防御不可斬りを出すと、この刀による攻撃を行う。
遊び人という身分のおかげか、交友関係は広く、高嶺響の父・源蔵とも親交があった。仕込み刀も彼に打ってもらったものであり、天野はこの刀を「男前」と名付けた。
『一幕』では、神木に咲く万年桜がどんどん散り始めるのを見た天野が、「どこかで風流を解さない者が策動している」と考えて、「喧嘩」をしに動き出す。女性キャラクターの雪に対しては、「大した器量だ」などと気に入った様子を見せたり、暁武蔵に対しては「いい腕をしている」と、強さを認めている。ただ、自由と風流を何より愛する己の気風からか、生真面目な鷲塚慶一郎に対しては、その性格を揶揄する台詞を述べ、己の美学にこだわる嘉神慎之介に対しては、その服装や口調に対して激しく嫌悪する様子を見せている。
第二幕『月に咲く華、散りゆく花』（以下『二幕』と表記）では、「男前」を抜いた際に、切れ味が落ちていることに気付いた天野が源蔵の元を訪ねるも、源蔵はこの世におらず、響も姿を消していた。天野は彼女を探す旅に出る。
倒される際に遊女の名を叫ぶ（あるいは呟く）が、その数は全部で10を超える。
『一幕』、『二幕』ともにエンディングには選択肢が存在し、選んだ方によって展開が変化する。『二幕』のエンディングでは、インストラクションカードには載っていない「超挑発」のコマンドを教えてくれたり、『月華』のウェブサイトのURIを紹介する。
モデルは普段は仕込み杖を引き抜かない、遊び人の風貌、女好きから漫画『浮浪雲』の雲。

## ゲーム上の特徴
豪快だが、大振りで隙の大きい技が多い。反面、持ち技はどれも高威力である。
通常技の立ち強斬りには2種類あり、レバーニュートラルで出すと、攻撃がすばやく出る代わりに技後の隙が大きくなる。レバーを相手と反対方向に入れながら出すと、出が遅くなる代わりに技後の隙がほぼ皆無になる。なお、ジャンプ強斬りは、空振りしたりガードされると着地時に隙ができる。
突進技の「雀刺し」は天野の生命線ともいえる必殺技で、地上の相手に当てて超奥義で昇華させるのが基本。連殺斬は、強斬りのリーチが短いために当てづらく、立ち状態で弱斬りを連打し過ぎると「居飛車穴熊」が暴発し、さらに『技』では攻撃力の低さも影響するため、他のキャラクターと比べて使いづらくなっている。如何にして隙を見せずに動くか、高威力の技を如何にして当てるか、プレイヤーのセンスが問われるキャラクターである。

## 技の解説
技の名前は将棋をモチーフにしたものがほとんどである。

### 通常技
| 操作         | 立ち             | しゃがみ         | ジャンプ         | 立ち（素手）   | しゃがみ（素手） | ジャンプ（素手） |
| ------------ | ---------------- | ---------------- | ---------------- | -------------- | ---------------- | ---------------- |
| 弱斬り       | 打ち下ろし       | 払い抜き         | 振り抜き         | 顔面入れ       | 裏拳入れ         | 顔面入れ         |
| 強斬り       | 本気！打ち下ろし | 本気！払い上げ   | 本気！振り下ろし | 本気！顔面入れ | 隠し玉！顎入れ   | 本気！顔面入れ   |
| 蹴り         | すね蹴り         | 足蹴り           | 顔蹴り           | 本気！腹蹴り   | 本気！転ばし     | 顔蹴り           |
| 弾き         | 先手・上段       | 先手・下段       |                  |                |                  |                  |
| ダッシュ攻撃 | 本気！めくり上げ | 本気！転ばし     |                  |                |                  |                  |
| 弾き後攻撃   | 隠し玉！水月入れ | 隠し玉！水月入れ |                  |                |                  |                  |
| 打ち上げ斬り | 禁じ手！！鳩尾   |                  |                  |                |                  |                  |
| 防御不可斬り | 禁じ手！！抜き身 |                  |                  |                |                  |                  |

### 投げ技・特殊技
誘い飛車
通常投げ。相手の体を片手で掴んで反対側に引き寄せ、足を真っ直ぐに伸ばして蹴り飛ばす。相手は画面端に叩き付けられてからうつ伏せダウンする。追い討ち攻撃の「止め!」を確実に決めることができる。なお、この投げを決めた時に天野も（相手側の）画面端付近まで接近していれば「桂馬の高上がり」で追撃することが可能。また、入力をする際レバーを後ろ方向に入れておけば正面に投げることができる。
止め!
ダウン中の相手に対する追い討ち攻撃で、倒れた相手の体の上に木刀を突き立てる。追い討ち攻撃の中でも威力はかなり高い。また、なぜか必殺技でのキャンセルや、ボタンを押し続けることで溜めることが可能（溜めることで威力が上昇するといった恩典は無い）。
禁じ手!!鳩尾
『一幕』での中段攻撃および『二幕』の打ち上げ攻撃。木刀を持ったままの手でアッパーカットの様に突き上げる。リーチは短く、連殺斬から出すと空振ることも少なくない。
禁じ手!!抜き身
『二幕』にて追加された防御不可斬り。体を後方に引いて刀を上方に構えてから、前方に大きく踏み込んで下から白刃を抜いて振り上げる。防御不可斬りであるために攻撃判定発生までには時間がかかるが、技のリーチはかなり長く、ジャンプで避けようとするのは見た目以上に困難。威力も大きいので、性能は高い。天野の技の中では、唯一「斬殺」（相手の体が切断される）が発生する技でもある。

### 奥義（必殺技）
雀刺し
木刀を腰に構えて一直線に突進し、地上の相手の腹部に刀を突き刺すように叩き込む。食らった相手は前にめり込むように倒れてうつ伏せにダウンする。攻撃判定の発生が早く、弱強ともに、通常技をキャンセルして出せば連続技になる。空中の相手に攻撃が当たった場合は、わずかなダメージを与えて吹き飛びダウンさせるのみ。昇華対応技。
地上の相手に決めれば、追い討ち攻撃の「止め!」も確実に決めることができる。ゲージがあれば、昇華して超奥義の「盤上此の一手! “と金”」につなげることが可能。天野の命とも言える技である。
居飛車穴熊（九手詰め）
木刀を連続で振り回して相手を殴り付け、最後に立ち強斬り「本気（まじ）!打ち下ろし」で止めを刺す。なお、しゃがみ状態からはこの技は出ることはない。技の出が早く、弱斬りをキャンセルせずとも連続でつながるが、間合いが離れ過ぎていると「本気（まじ）!打ち下ろし」が空振りする。
『一幕』では素手状態でも出すことができ、この場合の技名は「居飛車穴熊 三手詰め」となる。
穴熊のふんどし脱ぎ
「居飛車穴熊」から刀を回転させて構えて、片手で横突きにする。食らった相手は横に吹き飛んでダウンする。攻撃中に無敵時間があり、攻撃はしゃがみガード不可。
必至
木刀を片手に大きく振りかぶり、勢い良く振り下ろす。入力時にボタンを押しっぱなしにすることで溜めが可能で、最大まで溜めると後述の「必至〜詰み!」に変化する。ヒット効果は、地上の相手にはのけぞりで、空中の相手に当てると吹き飛ぶのみ。ヒットかガードさせれば隙は小さいが、空振りした場合は大きな隙が生じる。技（必至）を入力した際に振りかぶるまでにも隙がある。
必至〜詰み!
必至を入力してボタンを押し続けると、構えた状態で天野は溜めを始める。溜めは3段階あり、最大まで溜めると振り下ろしの攻撃判定が大きくなり、威力の上昇に加えて、ヒットさせた相手を気絶させる。対人戦で最大まで溜めるのは至難の業。
必至〜騙し
木刀を振りかぶっている状態から、攻撃をやめて通常の状態に戻る。『二幕』で追加された。

高飛車
相手を挑発するような台詞とともに体を前方に突き出す。この時に、下段判定の攻撃および飛び道具以外の攻撃を受けると、相手の背後にすばやく移動して木刀による一撃を叩き込む。食らった相手はよろめき、無防備状態になる。このよろめきはレバガチャで回復できるが、技が決まることで天野を有利な状況にすることができる。
技の性質は、『餓狼伝説』シリーズや『KOF』シリーズに登場する山崎竜二の必殺技「サドマゾ」に近い。
将棋倒し
相手に掴みかかり、頭突きを連続で3発叩き込む。相手を画面端に追い詰めた状態で決めれば、「止め!」による追い討ちを決めることができる。通常技からキャンセルで連続技になり、相手のガードを崩す手段としても有効。空振り時は失敗ポーズを取るが、通常投げの「誘い飛車」よりも隙が大きい。
桂馬の高上がり
片腕を勢い良く振り上げながら前進する。攻撃は多段ヒットし、空中の相手に対しても、低空であれば全段ヒットする。攻撃判定が強く、対空迎撃や連続技に使用可能。飛び道具をはね返すこともできる。
風車
『二幕』で追加された技で、半身を露出させながら、携帯している酒瓶を振り回す。連続技には組み込めず、ガードされた時の隙も大きい。ヒット時は相手をよろけさせるが、「高飛車」の時と同様に回復が可能。よろけている最中に再度この技を当てると、相手は垂直に吹き飛んでダウンする。
超挑発
『二幕』で追加された技で、酒を飲む。酒を飲み終えると硬体術状態になり、相手の攻撃を食らっても怯まない。また、飲み終えるとパワーゲージの約半分が溜まる。飲み終えるまでの時間が長く、その間はやはり隙だらけとなる。

### 超奥義（超必殺技）
盤上此の一手!“と金”
「必至」のように木刀を大きく振りかぶってから、大きな駒を下に叩き付けて、間欠泉のように衝撃波を発生させる。攻撃はしゃがみガード不可。「雀刺し」を昇華してこの技を出すのが基本。技の隙が大きいため、単発で使うことは少ない。最初に振りかぶるモーションは、超奥義と潜在奥義とで共通。

### 潜在奥義
盤上此の一手!“飛車”
木刀を振りかぶってから、大きな「飛車」の駒を横方向に投げ付ける。「と金」と同じく、駒はしゃがみガード不可。食らった相手は高く吹き飛び、地面に叩き付けられて爆発に巻き込まれる。技後は「桂馬の高上がり」などで追い討ちが可能だが、追い討ちを当てること自体が難しい。
盤上此の一手!“角行”
大きな「角行」の駒を斜め上に投げ付ける。これら3種の「盤上此の一手!」は、ボタンを押し続けることで発動を遅らせることが可能。

### 乱舞奥義
たこ金
『二幕』での乱舞奥義。刹那や骸と同じくパワータイプである。